# Labyrinth – Liebe ohne Ausweg
Labyrinth – Liebe ohne Ausweg (Entangled) ist ein kanadisch-französisches Filmdrama aus dem Jahr 1993. Es beruht auf dem Roman Die trauernden Witwer (Les Veufs, 1970) von Pierre Boileau und Thomas Narcejac. Die Hauptrolle des eifersüchtigen Liebhabers spielte Judd Nelson.

## Handlung
Der geheimnisvolle Patrick Garavan beobachtet David Merkin, der nach einem Autounfall im Koma liegt. Als der Patient erwacht, ruft er verzweifelt nach seiner Geliebten Annabelle, die getötet wurde. Er sieht in Rückblicken den Verlauf ihrer Beziehung und wie es zu der Tragödie kam.
David war ein Autor, dessen erstes Buch von den Kritikern verrissen wurde. Annabelle mochte es jedoch, und sie begannen eine stürmisch leidenschaftliche Liebesbeziehung. Durch seine Gefühle inspiriert, schrieb David ein weiteres Buch. Er schickte es, ohne seinen Namen anzugeben, zu einem Nachwuchsautorenwettbewerb. David fühlte sich nicht gut genug für die elegante Annabelle, die als gutaussehendes Fotomodell bei Männern begehrt war. Er kam hinter geheime Treffen in einem französischen Château und vermutete voll Eifersucht einen Nebenbuhler. Er schlich sich ins Schloss und erschoss unabsichtlich Mark Merylle, als sich ein Schuss aus einer Pistole löste, die er fallen ließ. David flüchtete vom Tatort. Seine Freundin erzählte ihm von ihrer lukrativen Arbeit für eine Parfümwerbung, worüber sie bisher schweigen musste. Mark, ein Fotograf, hatte erotische Fotos von ihr gemacht, hatte aber keine Affäre mit ihr. David sah trotzdem überall Rivalen und Eifersucht quälte ihn. Seine Freundin war verzweifelt über sein Misstrauen. Davids anonymes Buch gewann den ersten Preis beim Wettbewerb und wurde ein Bestseller. Annabelle brachte die Diskette, die bewies, wer der Autor war, zu Patrick, bei dem sie früher wohnte. Er konfrontierte sie mit einem Zeitungsartikel, in dem David als Mörder von Mark gesucht wurde. Annabelle war mit ihren Nerven am Ende. Als sie mit David im Auto fuhr, öffnete sie die Tür, um ihn zu verlassen. Dadurch geriet der Wagen ins Schleudern und kollidierte mit einem entgegenkommenden Fahrzeug. Die junge Frau wurde getötet, und David kam schwer verletzt ins Krankenhaus.
Als er erwacht, verlässt er unerkannt das Spital. Die bestochene Krankenschwester informiert Patrick umgehend davon. Dieser kontaktiert David, und sie treffen in seinem Schloss zu einem psychologischen Kräftemessen zusammen. Patrick gibt vor, der wirkliche Autor des Erfolgsromans zu sein. Er will mit Davids Hilfe daraus ein Drehbuch für einen Film machen und bietet ihm Geld dafür an. Beide legen ihre verschiedenen Sichtweisen über die Handlung dar. Es geht um Liebe, Begierde und Eifersucht. David meint, Annabelle lebe in seinem Buch weiter. Er gesteht, an ihrem und Marks Tod schuldig zu sein. Patrick stachelt
die Eifersucht von David an und zeigt ihm ein erotisches Video, in dem Annabelle im Bett mit zwei nackten Männern zu sehen ist. David begeht mit einer Pistole Selbstmord, wozu ihn Patrick durch Manipulation brachte, denn in Wirklichkeit hatte Annabelle keine Affäre, sondern das Video war ihre Arbeit für die Parfümwerbung. Durch seine Täuschung hat Patrick sein Ziel erreicht den Tod von Mark zu rächen, den er liebte.

## Kritiken
Entangled is adapted from the French novel ‚Les Veufs‘, written by Pierre Boileau and Thomas Narcejac who wrote many celebrated mystery novels. Here, despite all, the plot drags along, until the improbable, highly confusing conclusion, which director Fischer attempts unsuccessfully to explain using flashbacks and a narrative.

„Entangled ist eine Adaption des französischen Romans „Les Veufs“, der von Pierre Boileau und Thomas Narcejac geschrieben wurde, die viele berühmte Kriminalromane geschrieben haben. Hier zieht sich die Handlung trotz allem dahin, bis zu dem unwahrscheinlichen, höchst verwirrenden Schluss, den Regisseur Fischer erfolglos mit Rückblenden und einer Erzählung zu erklären versucht.“

Günter H. Jekubzik kritisierte bei www.filmtabs.de „unmotivierte Nacktszenen“. Der Filmdienst schrieb, der Film sei „eine nur ansatzweise reizvolle, allzu dialoglastige Romanverfilmung, deren Inszenierung keine Spannung erreicht.“.

## Hintergrundinformationen
Der Film lief im Fernsehen unter dem Alternativtitel Von Begierde getrieben, gekürzt auf 86 Minuten und ab 16 Jahren freigegeben. Ein weiterer Alternativtitel ist Fatal Attack.
Es sind deutschsprachige Videokassetten erschienen. In Großbritannien wurden DVDs in Englisch veröffentlicht. Sie sind ca. 90 Minuten lang, sind ab 18 Jahren freigegeben und enthalten keine Extras.
Auch in Deutschland wird der Film nun in synchronisierter Fassung auf DVD erscheinen.